# Conops aureiventris
Conops aureiventris är en tvåvingeart som beskrevs av Chen 1939. Conops aureiventris ingår i släktet Conops och familjen stekelflugor. Inga underarter finns listade i Catalogue of Life.